# Adriaan Schade van Westrum

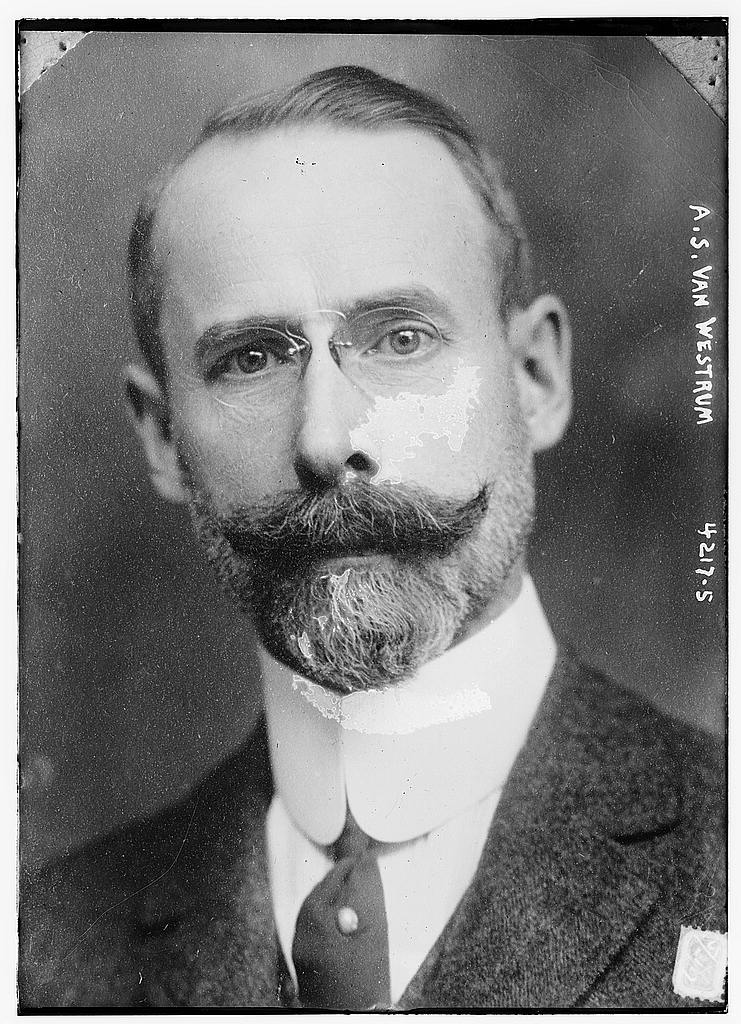
Adriaan Schade van Westrum.

Adriaan Schade van Westrum (Ámsterdam, 1865 – Manhattan, 19 de mayo de 1917) fue un editor y crítico literario neerlandés, miembro del comité editorial del New York Tribune desde 1910. 

## Biografía
Nació en 1865 en Ámsterdam, Holanda. En 1893 emigró a los Estados Unidos. Desde 1895 a 1908 fue editor asistente de The Critic. Murió el 19 de mayo de 1917 en su vivienda en 136th Street en Manhattan.